# Aloe pendens
Aloe pendens är en grästrädsväxtart som beskrevs av Peter Forsskål. Aloe pendens ingår i släktet Aloe och familjen grästrädsväxter. Inga underarter finns listade i Catalogue of Life.